# Seiko

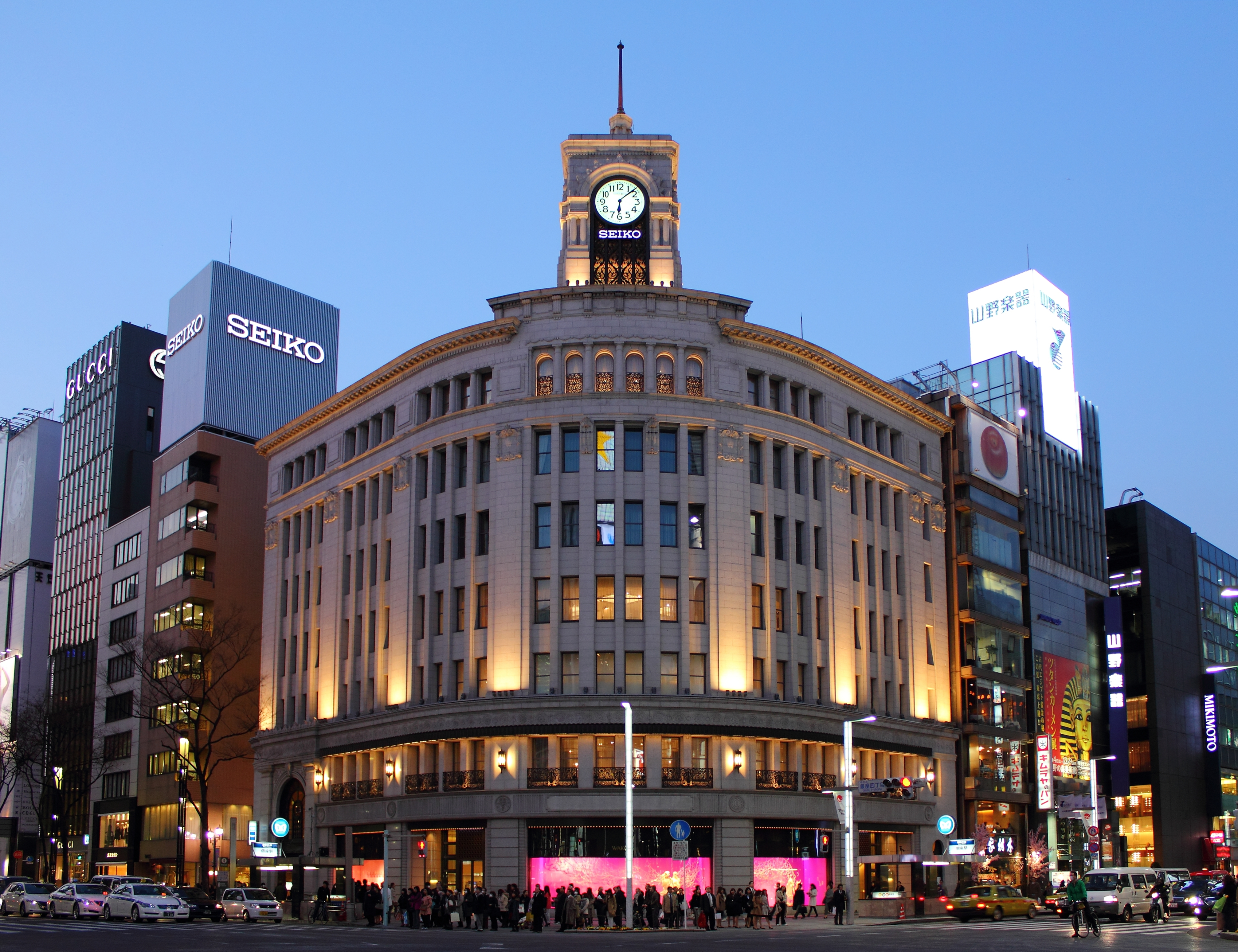
Офіс компанії

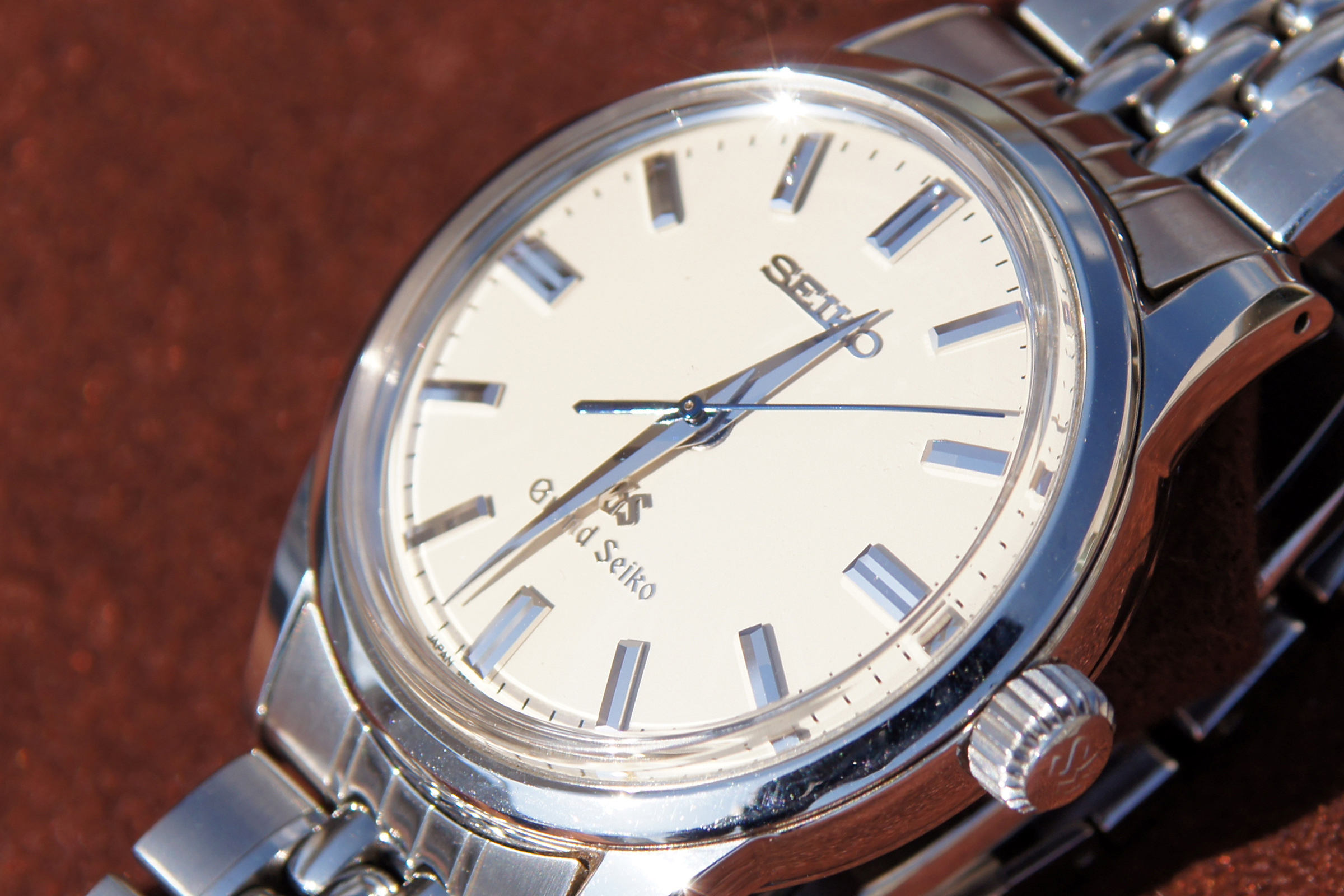
Grand Seiko SBGW005

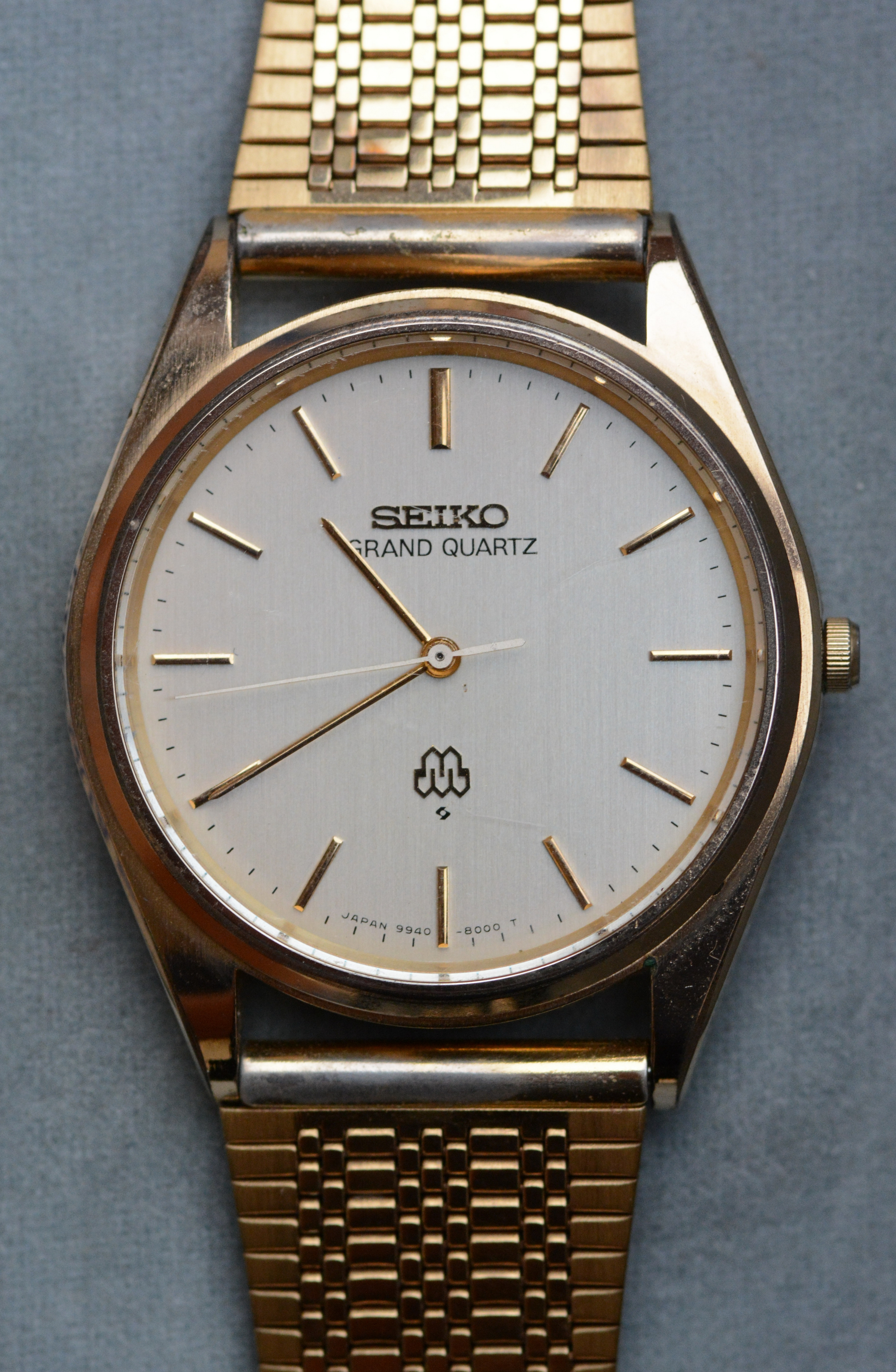
Seiko Grand Quartz виробництва 1979 року

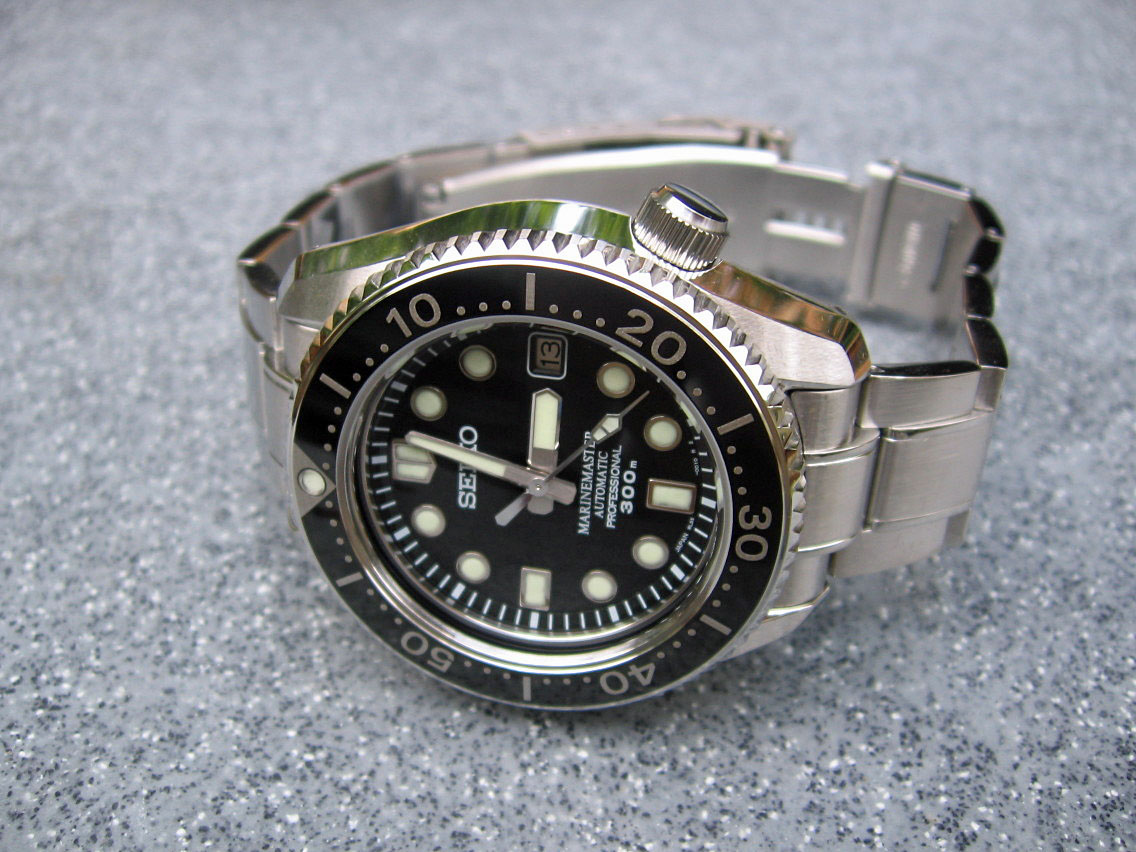
Seiko SBDX001 Marinemaster, механічний годинник з водонепроникністю до 300 метрів для професійних дайверів-аквалангістів

Seiko Holdings Corporation, більш відома як Seiko (укр. Сейко) — японська компанія з виробництва годинникової продукції, ювелірних виробів, прецизійних інструментів та точної механіки.

## Історія і розвиток
Компанія заснована в 1881 році, коли Хатторі Кинтаро відкрив магазин з продажу годинників і ювелірних виробів під назвою «K. Hattori» в токійському районі Ґіндза. 11 років по тому, в 1892 році, він почав виробляти годинники під назвою Seikosha, що приблизно означає «Будинок вишуканої майстерності». Згідно з офіційною історією компанії Seiko («Подорож у часі: Пам'ятна історія Seiko» // 2003 рік), японське слово «Сейко» означає «вишуканість», «хвилина» або «удача».
Перші годинники під брендом Seiko з'явилися в продажу в 1924 році. У 1969 році Seiko представила Astron — перший в світі кварцовий годинник. На момент презентації їх вартість дорівнювала вартості середнього автомобіля. Пізніше Seiko представила перший кварцовий хронограф. У 1985 році Seiko і Orient Watches організували спільне підприємство.
Компанія стала акціонерним товариством (K. Hattori & Co.) в 1917 році і була перейменована в 1983 році в Hattori Seiko Co. Ltd., а в 1990-му — в Seiko Corporation. Після перебудови і створення своїх операційних підрозділів (таких як Seiko Watch Corporation і Seiko Clock Inc.) в 2001 році компанія стала холдингом і з 1 липня 2007 року стала називатися Seiko Holdings Corporation.
Компанія широко відома виробництвом наручних годинників, усі частини яких виготовлялися на власному виробництві (зубчасті колеса, мотори, стрілки, кварцові генератори, батарейки, чутливі елементи, РК-екрани, мастила для годинників, флуоресцентні матеріали тощо). Зараз годинникові механізми (калібри) виробляються на фабриках в Японії: Сідзукуїсі (SII Morioka Seiko Instruments) та Нінохе (SII Ninohe Tokei Kogyo), Сіодзірі (Seiko Epson); та в підрозділах компанії в Китаї, Малайзії і Сінгапурі. Повністю самостійне виробництво і збірка все ще практикуються для моделей, що поставляються на внутрішній японський ринок.

## Моделі
Компанія виробляє механічні і кварцові годинники в різних цінових діапазонах. Найдешевші коштують близько 4000 єн (близько $ 30) і продаються під брендом Alba. Ціна дорогих моделей серії Grand Seiko досягає мільйонів єн.
Компанія також виробляє набори для самостійного збирання годинників. Перелік моделей Seiko можна знайти тут.

## Колекційна цінність
Механічні годинники Seiko високо цінуються у колекціонерів — починаючи від поширеної серії Seiko 5 (цифра «5» є символом п'яти необхідних якостей для годинників: ударостійкість, водонепроникність, автозаведення, відображення числа і дня тижня) до розкішних серій Credor, King Seiko і Grand Seiko.